# 安杰洛·佩鲁齐
安杰洛·佩鲁齐（Angelo Peruzzi，1970年2月16日—）是一名意大利足球運動員，司職門將，現時已退役，2006年成為國家隊取得德國世界盃的冠軍成員。

## 生平

### 球會
佩鲁齐是於羅馬展開球員生涯，可惜多年來不獲重用，曾經一度外借維羅納。直到1991年加盟國內勁旅祖雲達斯，乃迅即被當時剛上任領隊一職的查柏東尼重用。佩鲁齐在祖雲達斯期間，曾協助球會奪得三屆意大利甲組聯賽冠軍，而最具份量的，則是1996年歐洲聯賽冠軍盃。
1999年轉會至國際米蘭，替球會取得一項意大利盃冠軍。翌年佩雷斯決定返回出生地拉齊奧，加盟拉素。

### 國家隊
在意大利國家隊，佩雷斯過得並不如意，1996年首次國家隊出戰歐洲國家盃，卻被德國及捷克於小組賽階段淘汰出局，2年後的法國世界盃佩雷斯更因傷而退出大軍，由另一名門將詹盧卡·帕柳卡（Gianluca Pagliuca）補上，想不到同樣的打擊發生在2年後的2000年歐洲國家盃，再一次的創傷令佩雷斯第二度錯過大賽的機會，最後由托度頂替，可惜意大利於決賽卻被法國以黃金入球擊潰屈居亞軍。佩雷斯一直到了2004年重返國家隊，他以經驗及穩定性成為一號門將保方的副手出戰2004年歐洲國家盃及2006年世界盃足球賽，其中更擊敗法國成功第四度桂冠。
2006年世界盃後他選擇退出國家隊，再多打一季，於2007年宣告退役。

## 外部連結
- 個人官方網站 （页面存档备份，存于）

1. ↑  . www.bdfutbol.com.   [2021-07-20]. （原始内容存档于2015-03-18）.
2. ↑  . www.besoccer.com.   [2021-07-20]. （原始内容存档于2021-07-20） （英语）.